# Júlio César Santos Correa
Júlio César Santos Correa zkrácené jen Júlio César (* 18. listopadu 1978 São Luís) je bývalý brazilský fotbalový obránce, který hrál i za Španělsko|španělský klub Real Madrid se kterým slavil vítězství v lize mistrů v sezoně 1999/2000.

## Úspěchy

### Klubové
- 2× vítěz Řecké ligy (2006/07, 2007/08)
- 1× vítěz rakouské ligy (2002/03)
- 1× vítěz rakouského poháru (2002/03)
- 1× vítěz řeckého superpoháru (2007)
- 1× vítěz Ligy mistrů (1999/00)